# نخست‌وزیر قطر
نخست وزیر دولت قطر (عربی: رئیس‌الوزرا القطری) دومین مقام بلندپایه و قدرتمند قطر است که دولت قطر را رهبری می‌کند.
برای اولین بار در روز ۲۹ می ۱۹۷۰ خلیفه بن حمد آل ثانی (امیر قطر از تاریخ ۲۲ فوریه ۱۹۷۲) برای این سمت انتخاب شد. او پس از رسیدن به مقام امیر قطر نیز عنوان نخست وزیری خود را حفظ کرد تا اینکه در ژوئن سال ۱۹۹۵ در یک کودتای بدون خونریزی توسط پسرش حمد بن خلیفه آل تانی از قدرت برکنار شد.
نخست وزیر کنونی قطر محمد بن عبدالرحمن آل ثانی است که از تاریخ ۷ مارس ۲۰۲۳ این مقام را در اختیار دارد.

## نخست وزیران قطر (از سال ۱۹۷۰ تاکنون)
| شماره | نام (تولد و مرگ)                           | تصویر                                       | زمان تصدی      | زمان تصدی                   | مدت تصدی         |
| ----- | ------------------------------------------ | ------------------------------------------- | -------------- | --------------------------- | ---------------- |
| ۱     | خلیفه بن حمد آل ثانی (۱۹۳۲–۲۰۱۶)           |                                             | ۲۹ مه ۱۹۷۰     | ۲۷ ژوئن ۱۹۹۵ (برکنار شد)    | ۲۵ سال و ۲۹ روز  |
| ۲     | حمد بن خلیفه آل ثانی (۱۹۵۲–)               |                                             | ۲۷ ژوئن ۱۹۹۵   | ۲۹ اکتبر ۱۹۹۶               | ۱ سال و ۱۲۳ روز  |
| ۳     | عبدالله بن خلیفه آل ثانی (۱۹۵۹–)           |                                             | ۲۹ اکتبر ۱۹۹۶  | ۳ آوریل ۲۰۰۷ (استعفا داد)   | ۱۰ سال و ۱۵۷ روز |
| ۴     | حمد بن جاسم بن جبر آل تانی (۱۹۵۹–)         |                                             | ۳ آوریل ۲۰۰۷   | ۲۶ ژوئن ۲۰۱۳                | ۶ سال و ۸۳ روز   |
| ۵     | عبدالله بن ناصر بن خلیفه آل ثانی (۱۹۶۰–)   |                                             | ۲۶ ژوئن ۲۰۱۳   | ۲۸ ژانویه ۲۰۲۰ (استعفا داد) | ۶ سال و ۲۱۶ روز  |
| ۶     | خالد بن خلیفه بن عبدالعزیز آل ثانی (۱۹۶۸–) |                                             | ۲۸ ژانویه ۲۰۲۰ | ۶ مارس ۲۰۲۳                 | ۳ سال ۶۰ روز     |
| ۷     | محمد بن عبدالرحمن آل ثانی (۱۹۸۰–)          | Mohammed_bin_Abdulrahman_al-Thani_(cropped) | ۷ مارس ۲۰۲۳    | متصدی                       |                  |